# Bernard Morel
Bernard Marie Georges Morel, född 30 mars 1925 i Lyon, död 23 oktober 2023 i Roanne i Loire, var en fransk fäktare.
Morel blev olympisk bronsmedaljör i sabel vid sommarspelen 1952 i Helsingfors.